# Resolutie 2132 Veiligheidsraad Verenigde Naties
Resolutie 2132 van de Veiligheidsraad van de Verenigde Naties werd met spoed op 24 december 2013 unaniem aangenomen door de VN-Veiligheidsraad nadat ernstige interne vijandelijkheden waren uitgebroken in Zuid-Soedan. De Veiligheidsraad besloot dan ook de UNMISS-vredesmacht uit te breiden met 5500 troepen en 432 agenten.

## Achtergrond
In 2011 was Zuid-Soedan na decennia van conflict om het olierijke gebied onafhankelijk geworden van Soedan. Eind 2013 ontstond echter een politieke crisis tussen president Salva Kiir en voormalig vicepresident Riek Machar die uitdraaide op etnisch geweld en moordpartijen. Ten tijde van resolutie 2132 zochten al 45.000 mensen bescherming bij de bases van de UNMISS-vredesmacht in het land en VN-medewerkers ontdekten ook massagraven.

## Inhoud

### Waarnemingen
Men was gealarmeerd door de snel verergerende situatie en humanitaire crisis in Zuid-Soedan, die voortkwamen uit een politiek dispuut en geweld veroorzaakt door 's lands leiders. Bij gevechten en geweld gericht tegen specifieke bevolkingsgroepen waren al honderden doden gevallen en tienduizenden mensen op de vlucht geslagen. De mensenrechten werden door zowel de milities als de veiligheidsdiensten met de voeten getreden. Ook de aanvallen tegen de UNMISS-vredesmacht werden veroordeeld. Op 19 december waren bij zo'n aanval in Akobo een Indiase blauwhelm en zeker twintig burgers omgekomen toen burgers bij UNMISS bescherming zochten. Intussen werd gepoogd een dialoog tussen de leiders van het land op gang te krijgen.

### Handelingen
Allereerst werd opgeroepen de vijandelijkheden meteen te staken en een dialoog op gang te brengen. Alle partijen moesten meewerken met UNMISS om diens mandaat, en het beschermen van de bevolking in het bijzonder, ten uitvoer te brengen. Pogingen om dit te verhinderen zouden niet getolereerd worden. De Raad kon zich vinden in de aanbeveling van de secretaris-generaal om UNMISS tijdelijk te versterken om de bevolking te kunnen beschermen en noodhulp te voorzien. Derhalve werd het militaire component van de missie uitgebreid tot 12.500 manschappen en het politiecomponent tot 1323 manschappen. De secretaris-generaal mocht daarvoor troepen en materieel overbrengen van andere VN-operaties, waaronder MONUSCO, UNAMID, UNISFA, UNOCI en UNMIL. Ten slotte werden de lidstaten aangespoord gevolg te geven aan de vraag om meer troepen en materieel.

## Verwante resoluties
- Resolutie 2113 Veiligheidsraad Verenigde Naties
- Resolutie 2126 Veiligheidsraad Verenigde Naties
- Resolutie 2155 Veiligheidsraad Verenigde Naties (2014)
- Resolutie 2179 Veiligheidsraad Verenigde Naties (2014)

Lijst ·  2086 ·  2087 ·  2088 ·  2089 ·  2090 ·  2091 ·  2092 ·  2093 ·  2094 ·  2095 ·  2096 ·  2097 ·  2098 ·  2099 ·  2100 ·  2101 ·  2102 ·  2103 ·  2104 ·  2105 ·  2106 ·  2107 ·  2108 ·  2109 ·  2110 ·  2111 ·  2112 ·  2113 ·  2114 ·  2115 ·  2116 ·  2117 ·  2118 ·  2119 ·  2120 ·  2121 ·  2122 ·  2123 ·  2124 ·  2125 ·  2126 ·  2127 ·  2128 ·  2129 ·  2130 ·  2131 ·  2132